# Małyj Zajkin
Małyj Zajkin (ros. Малый Зайкин) – osiedle w Rosji, w obwodzie orenburskim, w rejonie pierwomajskim. W 2021 liczyło 470 mieszkańców.